# Boyd Marshall
Pour les articles homonymes, voir Marshall.
Boyd Marshall (né le 22 juin 1884 à Port Clinton (Ohio), aux États-Unis et mort le 10 novembre 1950 à Jackson Heights (New York)) est un acteur américain du cinéma muet.

## Filmographie

### Cinéma
- 1915 : The Flying Twins : Vinald Marshall, le père des jumelles
- 1915 : The Mill on the Floss : Stephen Invité
- 1916 : Her Father's Gold
- 1916 : Hidden Valley : Le missionnaire
- 1916 : King Lear d'Ernest C. Wardethe world : Roi de France
- 1916 : The Oval Diamond
- 1916 : The World and the Woman de Frank Lloyd et Eugene Moore (en) : The Man
- 1917 : A Modern Monte Cristo : Tom Pemberton
- 1917 : The Image Maker
- 1917 : The Vicar of Wakefield : George Primrose
- 1917 : When Love Was Blind : Burton Lester

### Courts-métrages
- 1913 : A Campaign Manageress
- 1913 : A Shot Gun Cupid
- 1913 : Bread Upon the Waters
- 1913 : Cupid's Lieutenant
- 1913 : Friday the Thirteenth
- 1913 : Her Right to Happiness
- 1913 : His Imaginary Family
- 1913 : The Law of Humanity
- 1913 : The Little Church Around the Corner
- 1914 : A Bum Mistake
- 1914 : A Circumstantial Nurse
- 1914 : A Rural Free Delivery Romance
- 1914 : A Rural Romance
- 1914 : A Telephone Strategy
- 1914 : All's Well That Ends Well
- 1914 : Billy's Ruse
- 1914 : Her Duty
- 1914 : Her Way
- 1914 : His Enemy
- 1914 : His Winning Way
- 1914 : In the Conservatory
- 1914 : Lost: A Union Suit
- 1914 : Percy's First Holiday
- 1914 : Professor Snaith
- 1914 : Remorse
- 1914 : Seeds of Jealousy
- 1914 : Sis
- 1914 : The Balance of Power
- 1914 : The Belle of the School
- 1914 : The Creator of 'Hunger'
- 1914 : The Deadline
- 1914 : The Decoy de Carl Gregory
- 1914 : The Face at the Window
- 1914 : The Final Test
- 1914 : The Girl of the Seasons
- 1914 : The Hold-Up
- 1914 : The Keeper of the Light
- 1914 : The Little Señorita
- 1914 : The Loser Wins
- 1914 : The Master Hand
- 1914 : The Musician's Daughter
- 1914 : The One Who Cared
- 1914 : The Outlaw's Nemesis
- 1914 : The Strategy of Conductor 786
- 1914 : The Tangled Cat
- 1914 : The Target of Destiny
- 1914 : The Touch of a Little Hand
- 1914 : The Toy Shop
- 1914 : The Vacant Chair
- 1914 : The Veteran's Sword
- 1914 : The White Rose
- 1914 : The Wild, Woolly West
- 1914 : When Vice Shuddered
- 1914 : When the Cat Came Back
- 1914 : When the Wheels of Justice Clogged
- 1914 : Where Paths Diverge
- 1915 : A Disciple of Nietzsche
- 1915 : A Plugged Nickel
- 1915 : Across the Way
- 1915 : An Innocent Burglar
- 1915 : And He Never Knew
- 1915 : At the Patrician Club
- 1915 : Check No. 130
- 1915 : Crossed Wires
- 1915 : Fifty Years After Appamattox
- 1915 : From the River's Depths
- 1915 : Glorianna's Getaway
- 1915 : Hannah's Hen-Pecked Husband
- 1915 : In the Valley
- 1915 : Joe Harkin's Ward
- 1915 : Nell's Strategy
- 1915 : On Account of a Dog
- 1915 : Pleasing Uncle
- 1915 : Superstitious Sammy
- 1915 : The Actor and the Rube
- 1915 : The Angel in the Mask
- 1915 : The Baby and the Boss
- 1915 : The Handicap of Beauty
- 1915 : The Home of Silence
- 1915 : The Marvelous Marathoner
- 1915 : Their Last Performance
- 1915 : Tracked Through the Snow
- 1915 : Truly Rural Types
- 1915 : Weary Walker's Woes
- 1915 : When Fate Rebelled
- 1915 : Who Got Stung?
- 1916 : Lucky Larry's Lady Love
- 1916 : The Cruise of Fate
- 1916 : The Optimistic Oriental Occults